# 2928 Epstein
2928 Epstein este un asteroid din centura principală, descoperit pe 5 aprilie 1976 de Felix Aguilar Obs..